# Rudolf Illovszky
Rudolf Illovszky (21. únor 1922, Budapešť – 23. září 2008, Budapešť) byl maďarský fotbalista, levý záložník a fotbalový trenér. Zemřel na zápal plic. Je po něm pojmenován stadion Vasas SC.

## Fotbalová kariéra
Začínal v MTK Budapešť. Hrál za Vasas Budapešť. V československé lize hrál na podzim 1946, kdy byl v Maďarsku v šestiměšíčním zákazu startu, za ŠK Bratislava. Za reprezentaci Maďarska nastoupil ve 3 utkáních. Za Vasas nastoupil v 270 zápasech a dal 87 gólů.

## Ligová bilance
| Ročník                        | Zápasy | Góly | Klub          |
| ----------------------------- | ------ | ---- | ------------- |
| Státní liga 1946/47           | -      | 0    | ŠK Bratislava |
| CELKEM 1. československá liga | -      | 0    |               |

## Trenérská kariéra
Jako trenér vedl opakovaně Vasas Budapešť, dále reprezentaci Maďarska, řecký Pierikos FC a rakouský tým Admira Wacker. S reprezentací Maďarska získal stříbrné medaile na Letních olympijských hrách 1972 a čtvrté místo na mistrovství Evropy 1972.